# Весёлов, Семён Михайлович
Семён Михайлович Весёлов — советский государственный, партийный и хозяйственный деятель.

## Биография
Родился в 1919 году в деревне Ильинское. Член ВКП(б) с 1947 года.
Участник Великой Отечественной войны. С 1944 года — на хозяйственной, общественной и партийной работе.
В 1944—1976 гг. :
- на комсомольской работе,
- 2-й секретарь Московского областного комитета ВЛКСМ,
- инструктор Отдела партийных органов ЦК КПСС по союзным республикам,
- 2-й секретарь Бухарского областного комитета КП Узбекистана,
- 2-й секретарь Ташкентского областного комитета КП Узбекистана,
- заместитель председателя Среднеазиатского бюро ЦК КПСС,
- заведующий Сектором Комитета партийно-государственного контроля ЦК КПСС и СМ СССР,
- 2-й секретарь Башкирского областного комитета КПСС.

Избирался депутатом Верховного Совета СССР 8-го и 9-го, депутатом Верховного Совета БАССР 7-го,
8-го,
9-го созывов.
Умер после 7 марта 1997 года.